# Шато-де-Пре
Шато́-де-Пре (фр. Château-des-Prés) — колишній муніципалітет у Франції, у регіоні Бургундія-Франш-Конте, департамент Жура. Населення — 183 осіб (2011).
Муніципалітет був розташований на відстані близько 380 км на південний схід від Парижа, 85 км на південь від Безансона, 33 км на південний схід від Лонс-ле-Соньє.

## Історія
У 1956-2015 роках муніципалітет перебував у складі регіону Франш-Конте. Від 1 січня 2016 року належав до нового об'єднаного регіону Бургундія-Франш-Конте.
1 січня 2019 року Шато-де-Пре і Гранд-Рив'єр було об'єднано в новий муніципалітет Гранд-Рив'єр-Шато.

## Демографія
Динаміка населення (Insee ):
Розподіл населення за віком та статтю (2006):
| Стать | Всього | До 15 років | 15-24 | 25-44 | 45-64 | 65-85 | Понад 85 |
| --- | ------ | ----------- | ----- | ----- | ----- | ----- | -------- |
| Чоловіки | 100    | 16          | 20    | 32    | 28    | 4     | 0        |
| Жінки | 84     | 8           | 24    | 20    | 28    | 4     | 0        |
| \| Статево-вікова піраміда \| Статево-вікова піраміда \| Статево-вікова піраміда \| \| ----------------------- \| ----------------------- \| ----------------------- \| \| Чоловіки \| Вік \| Жінки \| \| 0 \| 85 + \| 0 \| \| 0 \| 80-84 \| 0 \| \| 0 \| 75-79 \| 0 \| \| 0 \| 70-74 \| 4 \| \| 4 \| 65-69 \| 0 \| \| 0 \| 60-64 \| 8 \| \| 12 \| 55-59 \| 12 \| \| 12 \| 50-54 \| 4 \| \| 4 \| 45-49 \| 4 \| \| 12 \| 40-44 \| 8 \| \| 4 \| 35-39 \| 4 \| \| 4 \| 30-34 \| 0 \| \| 12 \| 25-29 \| 8 \| \| 8 \| 20-24 \| 12 \| \| 12 \| 15-20 \| 12 \| \| 8 \| 10-14 \| 0 \| \| 0 \| 5-9 \| 4 \| \| 8 \| 0-4 \| 4 \| |        |             |       |       |       |       |          |
| Статево-вікова піраміда |        |             |       |       |       |       |          |
| Чоловіки | Вік    | Жінки       |       |       |       |       |          |
| 0 | 85 +   | 0           |       |       |       |       |          |
| 0 | 80-84  | 0           |       |       |       |       |          |
| 0 | 75-79  | 0           |       |       |       |       |          |
| 0 | 70-74  | 4           |       |       |       |       |          |
| 4 | 65-69  | 0           |       |       |       |       |          |
| 0 | 60-64  | 8           |       |       |       |       |          |
| 12 | 55-59  | 12          |       |       |       |       |          |
| 12 | 50-54  | 4           |       |       |       |       |          |
| 4 | 45-49  | 4           |       |       |       |       |          |
| 12 | 40-44  | 8           |       |       |       |       |          |
| 4 | 35-39  | 4           |       |       |       |       |          |
| 4 | 30-34  | 0           |       |       |       |       |          |
| 12 | 25-29  | 8           |       |       |       |       |          |
| 8 | 20-24  | 12          |       |       |       |       |          |
| 12 | 15-20  | 12          |       |       |       |       |          |
| 8 | 10-14  | 0           |       |       |       |       |          |
| 0 | 5-9    | 4           |       |       |       |       |          |
| 8 | 0-4    | 4           |       |       |       |       |          |

## Економіка
2010 року серед 120 осіб працездатного віку (15—64 років) 96 були активними, 24 — неактивними (показник активності 80,0%, у 1999 році було 81,7%). З 96 активних мешканців працювали 84 особи (47 чоловіків та 37 жінок), безробітними було 12 (4 чоловіки та 8 жінок). Серед 24 неактивних 5 осіб було учнями чи студентами, 12 — пенсіонерами, 7 були неактивними з інших причин.

У 2010 році в муніципалітеті числилось 75 оподаткованих домогосподарств, у яких проживали 187,0 особи, медіана доходів виносила 20 035 євро на одного особоспоживача